# موخاخ
موخاخ (به لاتین: Muxax, آواری: Мухъахъ) یک منطقه مسکونی در جمهوری آذربایجان است که در شهرستان زاقاتالا واقع شده است. موخاخ ۷۲۳۶ نفر جمعیت دارد.

## دین
در مسجد جامع این روستا یک هیئت مذهبی وجود دارد.